# Қь
Қь – dwuznak cyrylicy wykorzystywany w zapisie języka abchaskiego. Oznacza dźwięk [kʲʰ], czyli palatalizowaną spółgłoskę zwartą miękkopodniebienną bezdźwięczną z przydechem.

## Kodowanie
| Forma     | Wygląd | Części składowe | Części składowe |
| --------- | ------ | --------------- | --------------- |
| majuskuła | Қь     | U+049A Қ        | U+044C ь        |
| minuskuła | қь     | U+049B қ        | U+044C ь        |